# Gaunt’s Common
Gaunt's Common – osada w Anglii, w hrabstwie Dorset, w dystrykcie (unitary authority) Dorset, w civil parish Holt i Hinton. Leży 14 km od miasta Blandford Forum. W 2020 miejscowość liczyła 520 mieszkańców.